# Kawcze (osada leśna w powiecie rawickim)
Kawcze – osada leśna (leśniczówka) w Polsce położona w województwie wielkopolskim, w powiecie rawickim, w gminie Bojanowo.
W latach 1975–1998 miejscowość administracyjnie należała do województwa leszczyńskiego.